# ムヨウラン属
ムヨウラン属（学名 :Lecanorchis）はラン科の属の1つ。地生の多年草で光合成をしない菌従属栄養植物。

## 特徴
地下に根茎があり、小型の鞘状鱗片を多数つける。根はひも状で長い。地上茎は直立し、硬い針金状で短い鞘状の苞葉が互生する。葉は無い。花は茎先に総状花序に2-10個つけ、筒状で半開するか、種によってはほとんど開かない。苞は小型である。子房と花被に間に皿状になる小型の副萼がある。3萼片と側花弁はほぼ同形、同長で細い。唇弁は先が3裂するか全縁になり、基部で細長い蕊柱と合着する。唇弁の内面には毛状突起がある。

## 分布
ヒマラヤ、中国、日本、朝鮮半島、東南アジア、ニューギニアの標高300 - 1500mの山林で生育している。

## 名前の由来
属名 Lecanorchis は、ギリシャ語で lecane（皿、たらい）+ orchis（ラン）からなり、子房と花被の間に皿状の副萼があることから。

## 種

### 日本に分布する種
和名の50音順とし、学名は基本的に Plant of the Wrold Online, Kew (PWOK)に準拠した。なお、いくつかの種において黄花品種が知られているが、ここでは変種以上のタクサのみとした。また分布については、日本での分布は本土と琉球列島とを区別し、国外の分布はPWOKに準拠した。
- アマミムヨウラン Lecanorchis moritae Suetsugu & T.C.Hsu, 2018（琉球）　絶滅危惧IA類(CR)（2025年、環境省）　花はエンシュウムヨウランに似て唇弁の側縁が赤いので、同所的に生育するよく似たシラヒゲムヨウランやウスキムヨウランと区別できる。現在のところ琉球列島の奄美大島のみから知られる[5]。

- アワムヨウラン Lecanorchis purpurea Masam. (1929) （日本本土、琉球：台湾）　絶滅危惧IA類(CR)（2025年、環境省）　茎はざらつき黒い。唇弁の中ほどと蕊柱は淡い紫色で、唇弁の先には白い毛が密生する。かつては L. trachycaula Ohwi (1965) の学名があてられていたが、基準標本が失われて実体不明だったムラサキムヨウランであることが判明したので、和名はアワムヨウランのままとして改めて選定基準標本の指定と学名の変更がなされた[6]。

- ウスギムヨウラン（ウスキムヨウラン） Lecanorchis kiusiana Tuyama (1955) （日本本土、琉球：朝鮮半島）　準絶滅危惧(NT)（2025年、環境省）唇弁の先には白い毛が密生し、中に紫の毛が混じるので紫の斑点があるように見える。

- エンシュウムヨウラン Lecanorchis suginoana (Tuyama) Seriz. (2005)（日本：台湾）

- オキナワムヨウラン Lecanorchis triloba J.J.Sm. (1908) （琉球：ニューギニア）　準絶滅危惧(NT)（2025年、環境省）　花色は唇弁が白く唇弁以外の花被片が濃褐色。Ylistでは、サキシマスケロクラン Lecanorchis flavicans Fukuy. (1942)（琉球）　絶滅危惧IA類(CR)（2017年、環境省）は、本種のシノニムとされた[7]。また、オキナワムヨウランモドキ Lecanorchis triloba var. clausa J.J.Sm. (2018)は、本種に似るもののつぼみのまま結実するので変種とされたが、PWOKではLecanorchis multiflora var. multiflora（サキシマスケロクラン）のシノニムとされた[8]。花被片の色は黄褐色。

- クロムヨウラン Lecanorchis nigricans var. nigricans Honda (1931) （日本本土：台湾、中国福建省、タイ、ミャンマー）　　絶滅危惧II類(VU)（2025年、環境省）　花は開かない。開花型の変種としてトサノクロムヨウランとヤクムヨウランが知られている[9]。

- シラヒゲムヨウラン Lecanorchis vietnamica Aver. 2015 （日本本土、琉球：台湾、ベトナム）　準絶滅危惧(NT)（2025年、環境省）　唇弁の先には白い毛が密生する。唇弁以外の花被片は淡褐色、L. flavicans var. acutiloba Fukuy.. (1942) はシノニムとされた。

- タブガワムヨウラン Lecanorchis tabugawaensis Suetsugu & Fukunaga, 2016 （琉球）　絶滅危惧IA類(CR)（2025年、環境省）　ムロトムヨウランによく似て、唇弁の先は淡紫色で唇弁以外の花被片は淡い褐色だが、蕊柱や唇弁の形が異なり、唇弁の先の毛はごくわずか[10]。

- トサノクロムヨウラン Lecanorchis nigricans var. patipetala Y.Sawa, 1980 （日本本土、琉球）　クロムヨウランの開花型の変種[11]で、ヤクムヨウランとよく似る。唇弁の先は紫色、唇弁以外の花被片は淡褐色。

- ミドリムヨウラン Lecanorchis virella T.Hashim. (1989) （日本本土、琉球：台湾）　絶滅危惧IA類(CR)（2025年、環境省）

- ムヨウラン Lecanorchis japonica Blume (1856)（日本本土、琉球：朝鮮半島、台湾、中国福建省、湖南省）　ホクリクムヨウラン Lecanorchis hokurikuensis Masam.（1963）は本種のシノニム。しかしYListでは独立種と認めている。

- ムロトムヨウラン Lecanorchis taiwaniana S.S.Ying, 1987 （日本本土、琉球：台湾、ラオス、インド・アッサム）　絶滅危惧IB類(EN)（2025年、環境省）　唇弁の先は紫色で紫色の毛がある。唇弁以外の花被片は淡い褐色。L. amethystea Y.Sawa, Fukunaga & Y.Sawa (2006)はシノニム。

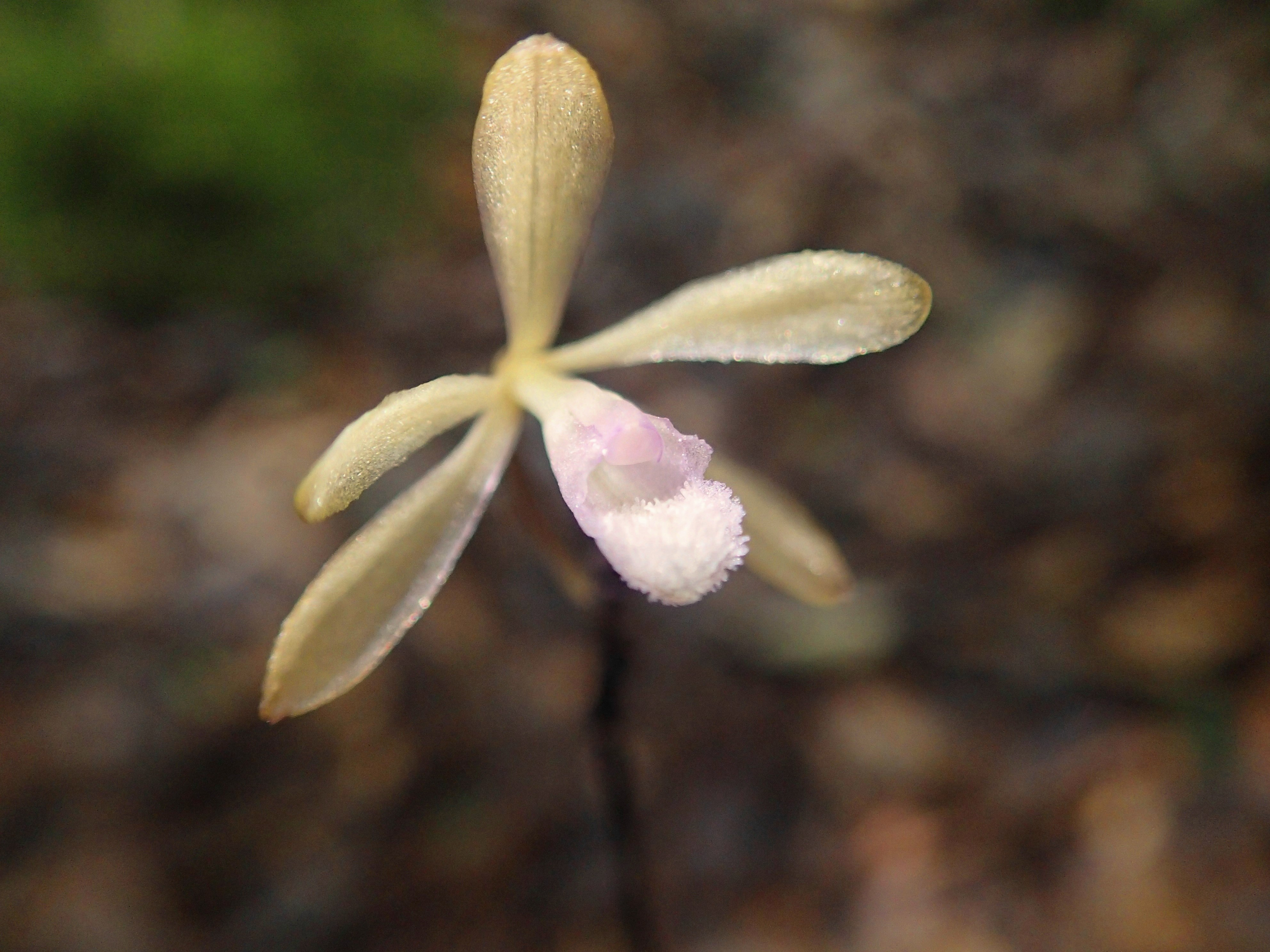
ヤクムヨウラン Lecanorchis nigricans var. yakusimensis T.Hashim., 1990. （琉球：台湾、インドネネシア・ジャワ）　絶滅危惧IA類(CR)（2025年、環境省）　クロムヨウランの開花型の変種で、トサノクロムヨウランとよく似る[12]。
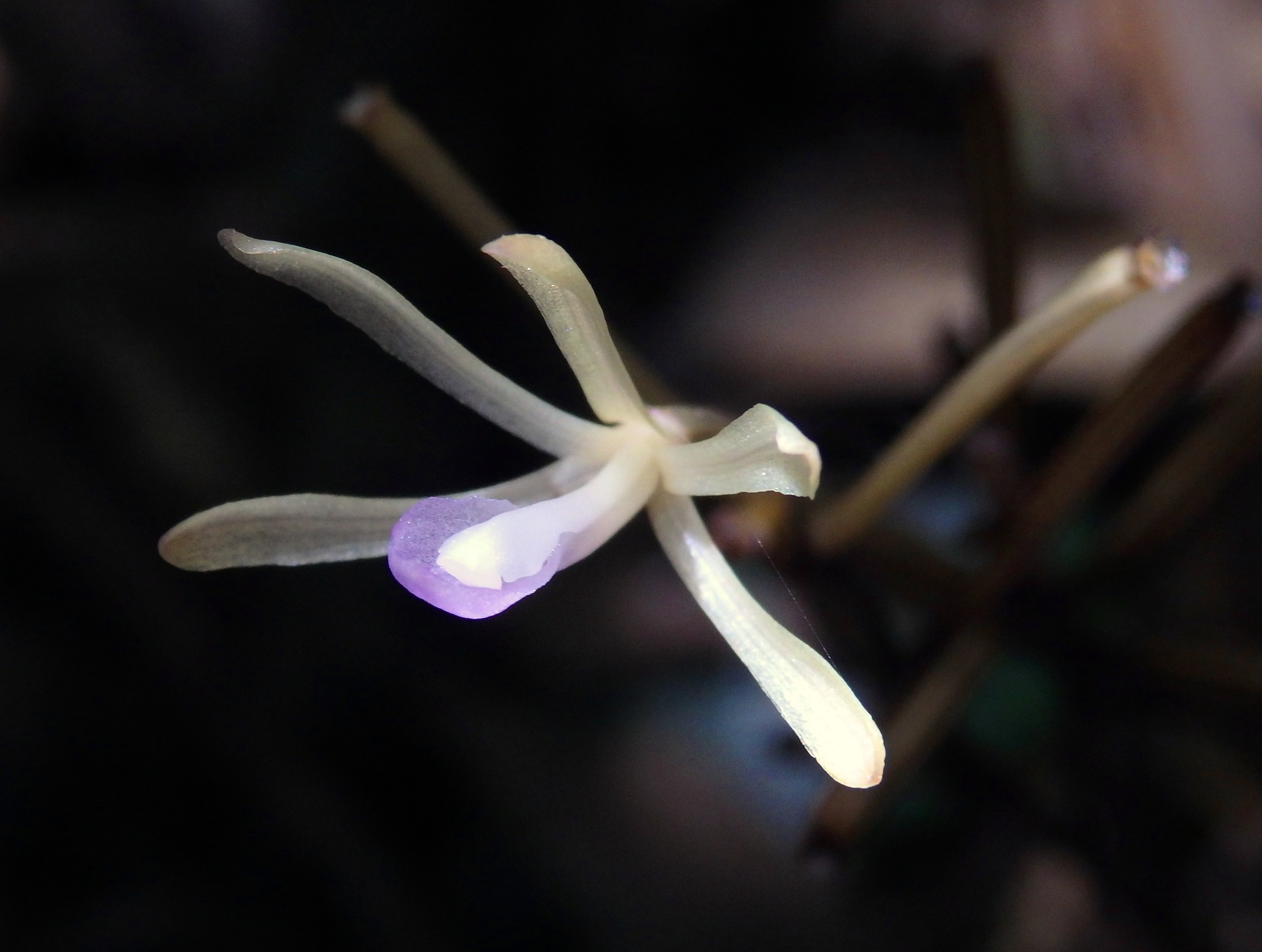
タブガワムヨウラン
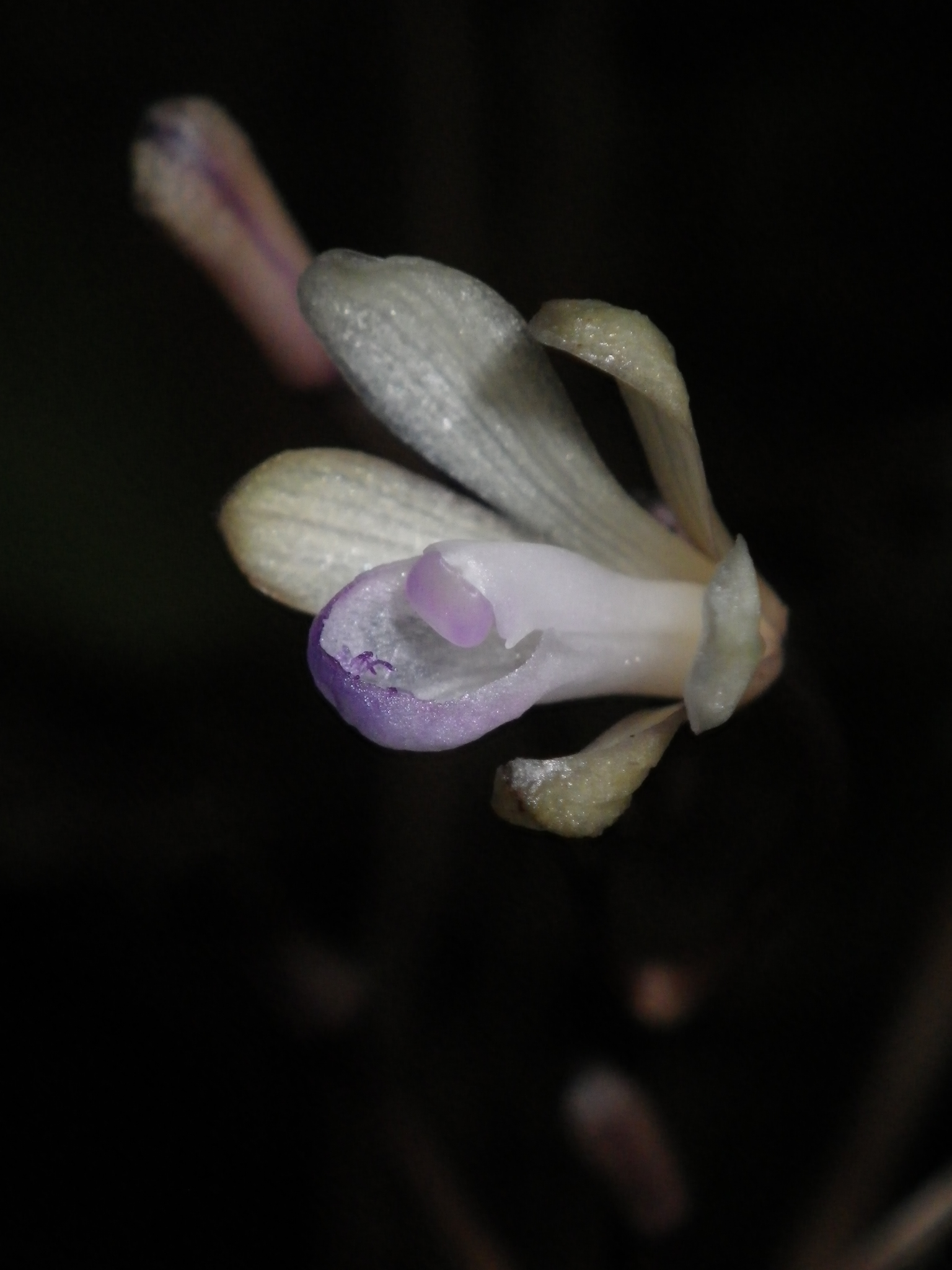
ヤクムヨウラン

### その他の種
- -     - Lecanorchis betongensis Suddee & H.A.Pedersen (2011) （タイ）
    - Lecanorchis bicarinata Schltr. (1922) （ニューギニア）
    - Lecanorchis ciliolata J.J.Sm. (1929)（ニューギニア）
    - Lecanorchis javanica Blume (1856)（ジャワ島、台湾、タイ、ベトナム、マレーシア、フィリピン、ニューギニア）
    - Lecanorchis latens T.P.Lin & W.M.Lin (2011) （台湾）
    - Lecanorchis malaccensis Ridl. (1893)（タイ、ベトナム、ボルネオ島、マレーシア、スマトラ島）
    - Lecanorchis multiflora J.J.Sm. (1918)（タイ、雲南省、ボルネオ島、マレーシア、スマトラ島、ジャワ島）
    - Lecanorchis neglecta Schltr. (1911)（ニューギニア）
    - Lecanorchis seidenfadenii Szlach. & Mytnik (2000) （マレーシア）
    - Lecanorchis sikkimensis N.Pearce & P.J.Cribb (1999) （インド・シッキム州、ブータン）
    - Lecanorchis subpelorica T.C.Hsu & S.W.Chung, (2010) （台湾）
    - Lecanorchis thalassica T.P.Lin (1987) （台湾）

- アワムヨウラン
- タブガワムヨウラン
- ヤクムヨウラン

## クロムヨウランとその類似種の分類と分布
クロムヨウラン（広義＝花を開かない狭義のクロムヨウランと、変種で花を咲かせるトサノクロムヨウランとヤクムヨウランからなる）とムロトムヨウラン、タブガワムヨウランの３種２変種は、いずれも唇弁が匙状で先端が紫色を呈する点で共通する。花が咲かないクロムヨウランとその変種で花を咲かせるトサノクロムヨウランとの取り違えや、クロムヨウラン（広義）とよく似た別種ムロトムヨウランの混同により、分類や分布情報が混乱していた。2024年現在では、以下のように整理される。狭義のクロムヨウランはつぼみのまま花を咲かせることなく結実する。花を咲かせるクロムヨウランとされてきたものの多くはトサノクロムヨウラン（クロムヨウランの変種）またはムロトムヨウラン。ムロトムヨウランと、クロムヨウランの開花型変種（トサノクロムヨウラン及びヤクムヨウラン）とは、ムロトムヨウランのほうが、1）花茎がより長い，2）花序がより長い，3）萼片および花弁の幅がより狭い，4）唇弁の先端部がごくわずかに3裂する，5）蕊柱の長さの3/5–2/3程度が唇弁と癒合する，6）結実時の果実の色が茶褐色である，7）蒴果が斜上に着く，等の特徴がある。 
また、それぞれの分布に関して、狭義のクロムヨウランの分布はトサノクロムヨウランより狭く、和歌山県と高知県、宮崎県、徳島県、東京都伊豆八丈島、トサノクロムヨウランの分布は関東（茨城県以西、東京都伊豆八丈島含む）から南限は九州宮崎県。ヤクムヨウランは鹿児島県屋久島、奄美大島、徳之島、国外では台湾、ジャワに分布。ムロトムヨウランは高知県室戸岬、長崎県福江島、鹿児島県いちき串木野市、黒島、屋久島、中之島、奄美大島、沖縄県沖縄島、国外では台湾、ラオス。タブガワムヨウランは長崎県福江島、鹿児島県屋久島、奄美大島、沖縄県沖縄島に分布。  